# Kommandohilfsgerät 35

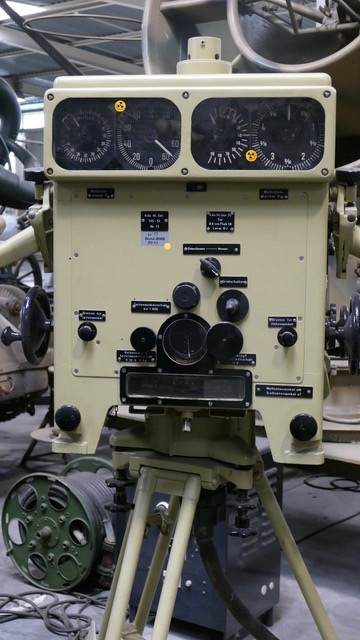
Kommandohilfsgerät 35 in der Wehrtechnischen Studiensammlung Koblenz

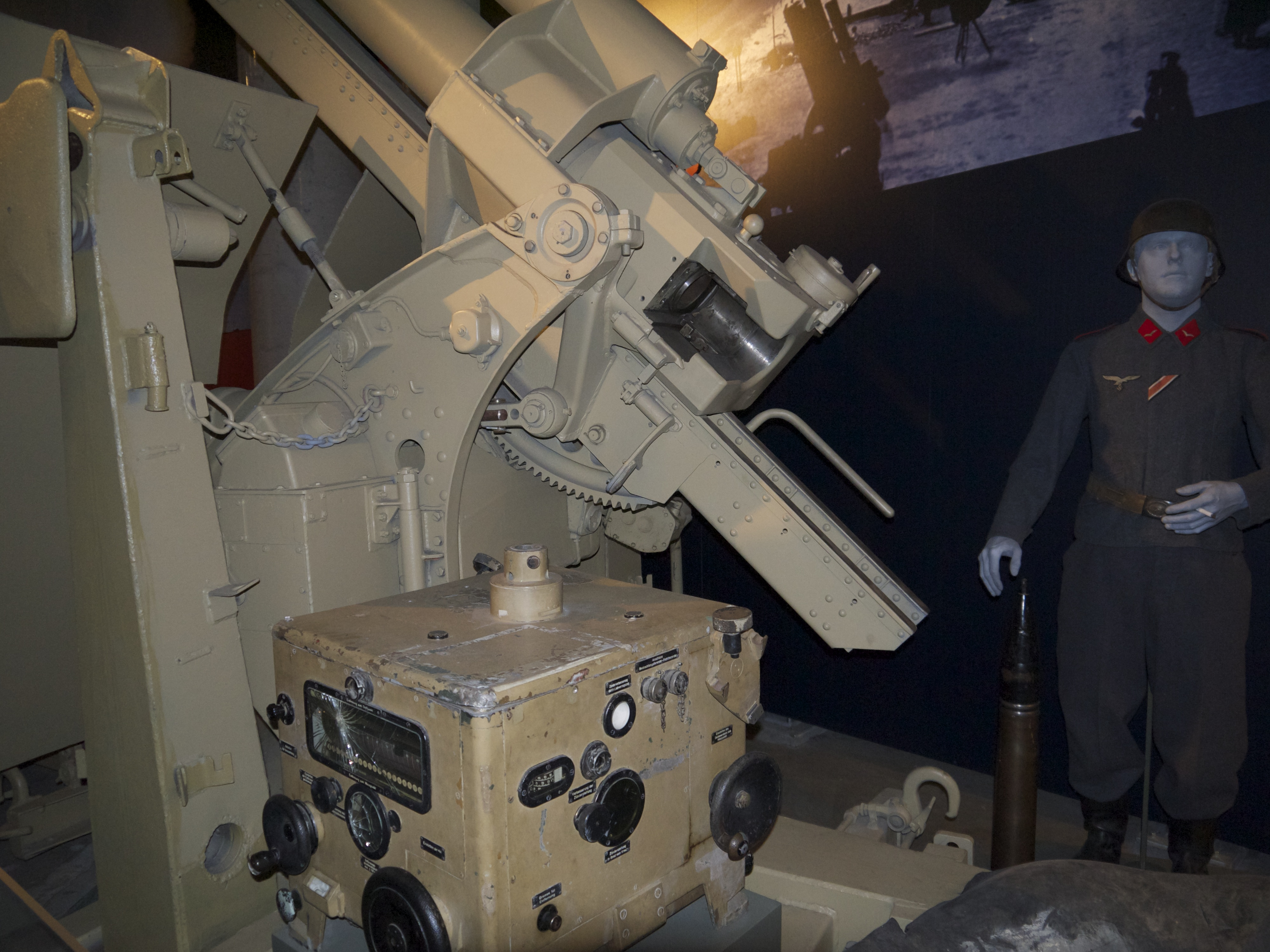
Kommandohilfsgerät 35 und 8,8cm Flak im Canadian War Museum

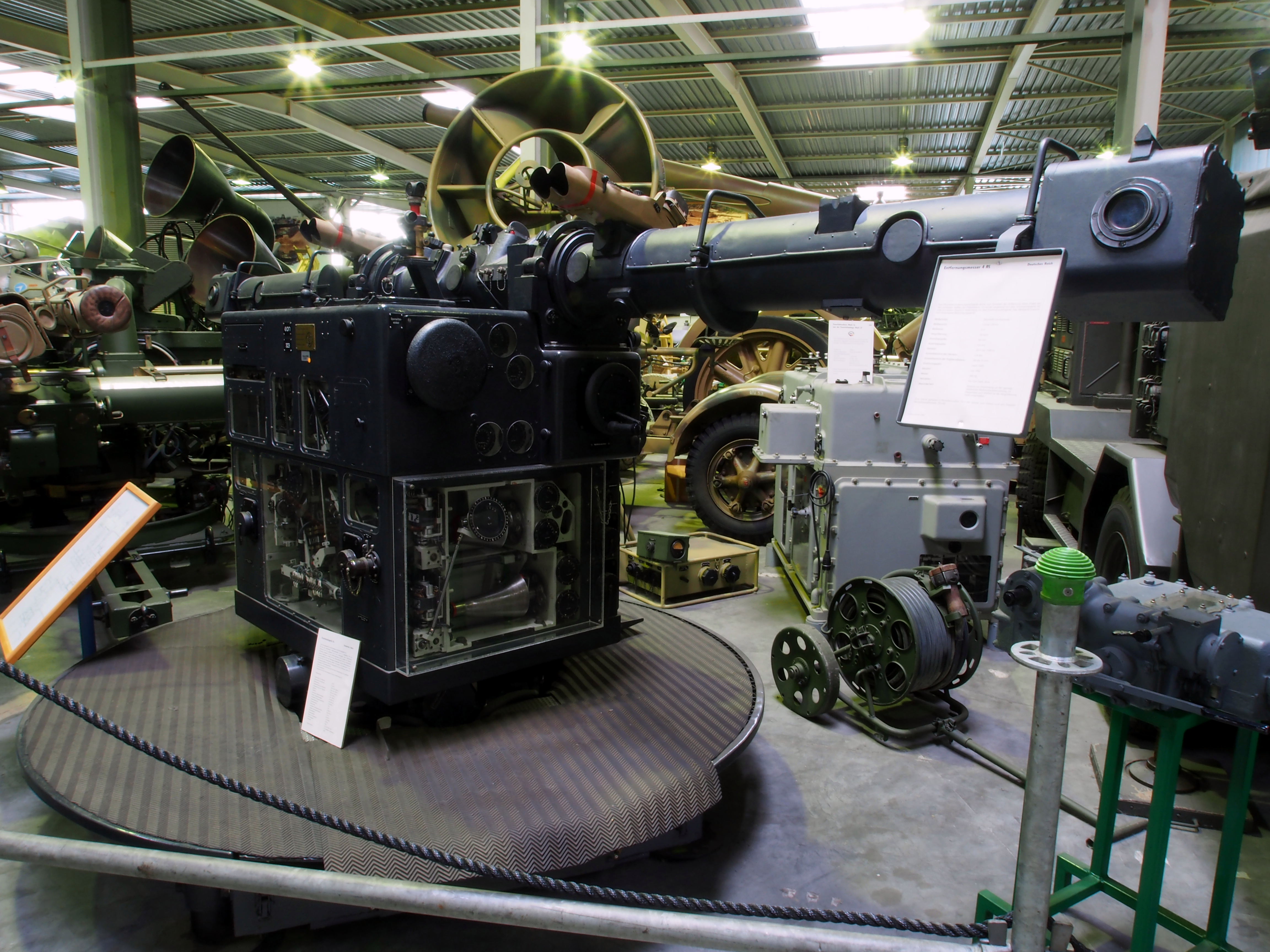
Kommandogerät 40 mit 4m-Entfernungsmesser Em4mRH in der Wehrtechnischen Studiensammlung Koblenz

Das Kommandohilfsgerät 35 war ein rein mechanischer Feuerleitrechner, der in den Jahren 1930 bis 1935 für die schweren 8,8-cm-Flak-Batterien 18 entwickelt wurde und bei Ausfall des eigentlichen Kommandogeräts, zumeist ein Kommandogerät 40, genutzt wurde.

## Aufgabe
Das Kommandohilfsgerät 35 kam lediglich als Ersatzrechner zum Einsatz falls der Hauptfeuerleitrechner, der rund einen halben Kilometer von den Flugabwehrkanonen abgesetzt stand, ausfiel.

## Messtechnik und Rechenprozesse
Mit einem Raumbildentfernungsmesser, dem 4m-Entfernungsmeßgerät Em-4mR(H), der einige Meter vom Kommandohilfsgerät entfernt stand, wurde die Entfernung zum Flugziel gemessen.
Dieser Wert wurde per Hand von einem Soldaten am Gerät eingestellt. Zwei weitere Soldaten führten den Rechner mit Hilfe von Optiken dem Flugziel ständig in Höhe und Seite nach.
Die so gewonnenen Winkelgeschwindigkeitswerte ergeben Vorhaltwerte. Die Zeit, die zwischen Messzeitpunkt mit Kommunikation zwischen Entfernungsmessgerät-, Rechnerbedienern und Flak-Kanonieren bis Schussabgabe, sowie der Flugzeit der Flak-Granate bis zum Ziel vergeht, wird durch den Rechner in korrigierte Vorhaltewinkel zum indirekten Richten umgewandelt.
Weitere Parameter, die der Rechner mit in die Berechnung der Vorhaltewinkel einfließen ließ, waren zum Beispiel Pulvertemperatur, Rohrzustand, Drall und Luftgewicht.
Mit drei verschiedenen Tachometern wurden von drei Soldaten diese korrigierten Werte für Richt-, Höhen- und Entfernungsvorhaltewinkel ermittelt.

## Rechengang und Informationsfluss
Zwischen dem Entfernungsmesser und dem Kommandohilfsgerät einerseits und dem Kommandohilfsgerät und den Flugabwehrkanonen anderseits gab es Verbindung über Feldfernsprecher. Der Messwert des Entfernungsmessers wurde fernmündlich von einem Soldaten am Entfernungsmesser einem Soldaten am Kommandohilfsgeräts mitgeteilt und von diesem eingestellt.
Die vom Kommandohilfsgerät errechneten und abgelesenen Werte zu Rohrerhöhung und Richtwinkel des Geschützrohres sowie die Zündverzögerung der Flak-Granaten übermittelten drei Soldaten am Rechner per Feldtelefon an die Bedienung der Flak-Geschütze. Zur Messung, Wertermittlung und Kommunikation waren insgesamt 14 Soldaten nötig, davon 9 Mann am Kommandohilfsgerät, 4 Mann am einige Meter entfernt aufgestellten Entfernungsmesser, sowie der Truppführer.

## Bewertung
Durch Bedien- und Kommunikationsfehler ergab sich ein bestimmter Fehler bei der Ermittlung der Schusswerte des Kommandohilfsgerät 35. Auch das Flugverhalten des Ziels konnte nicht mit in die Berechnung einfließen. Der Hauptfeuerleitrechner dagegen, zum Beispiel ein Kommandogerät 40, war direkt mit einem Entfernungsmesser gekoppelt und konnte seine Werte direkt über elektrische Anzeigegeräte an die Kanoniere übermitteln. Diese Geräte waren in der Lage, weit kompliziertere Rechenalgorithmen mechanisch durchzuführen. Trotz dieses hohen personellen und technischen Aufwands waren etwa 4000 Schuss nötig, um ein Flugziel zu vernichten. Bemerkt werden muss, dass auch Flakhelfer, noch nicht volljährige Personen, zum Einsatz an diesem Gerät kamen.